# باشگاه فوتبال پرسپولیس در فصل ۰۳–۱۴۰۲
فصل ۰۳–۱۴۰۲، بیست و سومین فصل حضور باشگاه پرسپولیس در لیگ برتر فوتبال ایران است. پرسپولیس علاوه بر لیگ داخلی در رقابت‌های این فصل جام حذفی و لیگ قهرمانان آسیا ۲۴–۲۰۲۳ نیز شرکت می‌کند.

## لباس‌ها
تامین کننده:  مروژ

|  | لباس اول | لباس دوم | لباس سوم |  |

## مرور فصل
تیر
در ۵ تیر، باشگاه پرسپولیس قرارداد افشین پیروانی را به مدت ۱ فصل تمدید کرد.
در ۷ تیر، باشگاه پرسپولیس قرارداد اوسمار لوس را به مدت ۱ فصل تمدید کرد.
در ۷ تیر، باشگاه پرسپولیس قرارداد ولسلی ننکا را به مدت ۱ فصل تمدید کرد.
در ۷ تیر، باشگاه پرسپولیس قرارداد پپه لوسادا را به مدت ۱ فصل تمدید کرد.
در ۱۰ تیر، شهاب زاهدی با قراردادی یک ساله به پرسپولیس پیوست.
در ۱۲ تیر، باشگاه پرسپولیس قرارداد امید عالیشاه را به مدت ۲ فصل تمدید کرد.
در ۱۳ تیر، باشگاه پرسپولیس قرارداد گئورگی گولسیانی را به مدت ۱ فصل تمدید کرد.
در ۱۴ تیر، باشگاه پرسپولیس قرارداد مهرداد خانبان و محمد عسگری را به مدت ۱ فصل تمدید کرد.
در ۱۴ تیر، ابوالفضل سلیمانی با توجه به شرایطی که داشته با نظر یحیی گل محمدی به صورت قرضی از این تیم به مدت یک فصل جدا شد.
در ۱۴ تیر، سیامک نعمتی با حضور در باشگاه، توافق کرد و قرارداد بین او و پرسپولیس اقاله شد.
در ۱۴ تیر، تمرینات باشگاه برای فصل جدید استارت خورد. شهاب زاهدی خرید جدید سرخپوشان امروز برای نخستین بار با تیم تمرین کرد و بازیکنان ورود او را خوش‌آمد گفتند.
در ۱۵ تیر، مسعود ریگی با قراردادی دو ساله به پرسپولیس پیوست.
در ۱۵ تیر، باشگاه پرسپولیس قرارداد سعید صادقی را به مدت ۲ فصل تمدید کرد.
در ۱۶ تیر، با اعلام باشگاه احمد گوهری به صورت قرضی از پرسپولیس جدا شد.
در ۱۷ تیر، محمدحسین کنعانی‌زادگان با قراردادی دو ساله به پرسپولیس برگشت.
در ۱۸ تیر، مراسم قرعه‌کشی فصل بیست و سوم لیگ برتر فوتبال ایران (جام خلیج فارس) از ساعت ۱۶:۳۰ در هتل المپیک تهران آغاز شد و ۱۶ تیم لیگ برتری حریفان و برنامه خود را برای فصل پیش رو شناختند. طی این برنامه پرسپولیس مدافع عنوان قهرمانی در هفته نخست میزبان آلومینیوم است. دربی رفت پایتخت در هفته پنجم برگزار خواهد شد.
در ۱۹ تیر، باشگاه پرسپولیس قرارداد میلاد سرلک را به مدت ۱ فصل تمدید کرد.
در ۲۰ تیر، در نخستین دیدار دوستانه پیش‌فصل پرسپولیس از ساعت ۱۹:۱۰ در ورزشگاه شهید کاظمی و مقابل تیم شمس آذر قزوین قرار گرفت. دیدار دوستانه پرسپولیس و شمس آذر قزوین در نهایت با هفت گل به سود شاگردان گل‌محمدی به پایان رسید. در این بازی دوستانه مهدی عبدی، امید عالیشاه، گئورگی گولسیانی و محمد عمری برای پرسپولیس گل زدند.
در ۲۱ تیر، با اعلام باشگاه پرسپولیس در روزهای گذشته مذاکرات خوبی بین باشگاه، لئاندرو پریرا و وکیل او انجام شد. توافق دو جانبه برای اقاله قرارداد امروز نهایی شد و ساعتی قبل توافق‌نامه به امضا رسید. بر اساس این توافق‌نامه پریرا از قرارداد سال دوم و حق و حقوق خود مربوط به آن صرف‌نظر کرد و با تعهد باشگاه نسبت به پرداخت مابقی حق و حقوق وی حاصل قرارداد فصل گذشته، توافق برای اقاله قرارداد به امضای وی رسید. در این توافق همچنین برای پرداخت مطالبات وی، مهلتی تعیین شد. بر این اساس دو طرف به همکاری خود پایان دادند.
در ۲۵ تیر، در دومین دیدار دوستانه پیش‌فصل پرسپولیس از ساعت ۱۹:۱۰ در ورزشگاه شهید کاظمی و مقابل تیم استقلال خوزستان قرار گرفت که نیمه نخست این بازی با تک گل حسین کنعانی زادگان از روی نقطه پنالتی به سود پرسپولیس به پایان رسید و در نهایت بازی با همان یک گل به سود پرسپولیس به پایان رسید.
در ۲۶ تیر، سرخپوشان پایتخت در سومین دیدار دوستانه خود پیش از شروع فصل جدید لیگ از ساعت ۱۸:۳۵ دوشنبه در ورزشگاه پاس قوامین به مصاف پیکان رفتند و با دو گل (گل به خودی بازیکن حریف و خدادادی) به پیروزی رسیدند.
در ۳۰ تیر، سرخپوشان پایتخت در چهارمین دیدار تدارکاتی پیش‌فصل خود از ساعت ۱۹:۱۰ دقیقه به مصاف نفت آبادان رفتند و در پایان با دو گل فرشاد فرجی و حسین کنعانی‌زادگان به پیروزی رسیدند.
مرداد
در ۷ مرداد و در آخرین دیدار دوستانه پیش‌فصل پرسپولیس به مصاف تیم مس رفسنجان رفت که این بازی در نهایت با نتیجه ۳ بر ۱ به سود پرسپولیس به پایان رسید. سعید صادقی، وحید امیری و علیرضا خدادادی گل‌های پرسپولیس و مهدی محبی تک گل مس رفسنجان را به ثمر رساند.
در ۹ مرداد قرارداد علیرضا خدادادی برای سه سال تمدید شد. علیرضا خدادادی که در آکادمی فوتبال پرسپولیس پرورش یافته است، امروز قرارداد سه ساله جدیدی را با باشگاه به امضا رساند.
این بازیکن ۲۱ ساله در فصل گذشته در فهرست امید قرار داشت و نظر کادر فنی را هم به خود جلب کرد، اما آسیب‌دیدگی پیش آمده باعث وقفه در کار او شد. خدادادی برای فصل پیش رو در فهرست زیر ۲۳ سال قرار دارد و شماره ۲۹ پیراهن سرخپوشان را به خود اختصاص داده است.
در ۹ مرداد محمد میلاد سورگی قرارداد ۵ ساله با پرسپولیس به امضا رساند. محمد میلاد سورگی که فصل گذشته به عنوان بازیکن رده سنی امید در جمع سرخپوشان ایران قرار داشت و عملکرد او زیر نظر کادر فنی بود، امروز (دوشنبه) قرارداد ۵ ساله‌ای را به امضا رساند.
سورگی که در خط میانی بازی می‌کند پس از حضور در آکادمی فوتبال پرسپولیس، از لیگ بیست و یکم در جمع سرخپوشان ایران حضور داشت و برای فصل بیست و سوم به عنوان سهمیه زیر ۲۳ سال در خدمت تیم خواهد بود.
در ۱۰ مرداد امیر رضا رفیعی سه ساله با پرسپولیس تمدید کرد. امیر رضا رفیعی که در آکادمی فوتبال پرسپولیس پرورش یافته است، امروز قرارداد سه ساله جدیدی را با باشگاه به امضا رساند. این بازیکن در فصل گذشته در فهرست امید قرار داشت و نظر کادر فنی را هم به خود جلب کرد.
رفیعی برای فصل پیش رو در فهرست زیر ۲۳ سال قرار دارد و شماره ۲۲ پیراهن سرخپوشان را به خود اختصاص داده است.
در ۱۸ مرداد، بازی رفت تیم‌های پرسپولیس و آلومینیوم اراک از هفته اول رقابت‌های لیگ برتر فوتبال ایران (جام خلیج فارس) از ساعت ۱۹:۳۷ دقیقه در ورزشگاه آزادی آغاز شد و با نتیجه یک بر صفر به سود سرخپوشان پایتخت خاتمه یافت. در دقیقه ۳۸ علی نعمتی در پی فرار از پشت بازیکنان سفیدپوش، با پاس زیبای سروش رفیعی، تک گل بازی را به ثمر رساند. برد مقابل آلومینیوم سیصد و سی و سومین برد پرسپولیس در تاریخ ادوار لیگ برتر است.
در ۱۹ مرداد، سرخپوشان پایتخت در دیداری تدارکاتی به مصاف تیم چادرملو رفتند و در پایان با سه گل به پیروزی رسیدند.
در ۲۵ مرداد، بازی رفت تیم‌های پرسپولیس و تراکتور از هفته دوم رقابت‌های لیگ برتر فوتبال ایران از ساعت ۱۹:۰۳ دقیقه چهارشنبه ۲۵ مرداد ماه ۱۴۰۲ در ورزشگاه یادگار یادگار امام تبریز با نتیجه یک بر صفر به سود پرسپولیس خاتمه یافت.

## کادر فنی
تا تاریخ ۲۷ اسفند ۱۴۰۲
| پست              | نام                      |
| ---------------- | ------------------------ |
| سرمربی           | یحیی گل‌محمدی/ اوسمار لوس |
| مربی             | رافائل تولدو             |
| مربی             | سید جلال حسینی           |
| مربی دروازه‌بان‌ها | جرسی انسیو               |
| مربی بدنساز      | پپه لوسادا               |
| دستیار بدنساز    | سامان اسکندری            |
| آنالیزور         | مهرداد خانبان            |
| دکتر             | علیرضا حقیقت             |
| فیزیوتراپیست     | علی اعظم                 |
| سرپرست           | افشین پیروانی            |
| مدیر رسانه       | علیرضا اشرف              |

## بازیکنان

### بازیکنان اصلی
تا تاریخ ۲۰ بهمن ۱۴۰۲
| ‎دروازه‌بان |           |                       |                |               |
| ش.        | م.        | نام                   | تیم قبلی       | توضیحات       |
| ۱         | ایران     | علیرضا بیرانوند       | آنتورپ         | کاپیتان سوم   |
| ۲۲        | ایران     | امیررضا رفیعی         | نساجی          | زیر ۲۳ سال    |
| ۴۱        | ایران     | عرفان نجاری           | آکادمی         | زیر ۲۱ سال    |
| ۴۴        | ایران     | مهرشاد اسدی           | آکادمی         | زیر ۲۳ سال    |
| ‎مدافع     |           |                       |                |               |
| ۳         | ایران     | فرشاد فرجی            | پدیده          |               |
| ۴         | ایران     | علی نعمتی             | پدیده          |               |
| ۶         | ایران     | محمدحسین کنعانی‌زادگان | الاهلی قطر     |               |
| ۸         | ایران     | مرتضی پورعلی‌گنجی      | شنژن           |               |
| ۱۱        | ایران     | دانیال اسماعیلی‌فر     | سپاهان         |               |
| ۳۰        | گرجستان   | گیورگی گولسیانی       | سپاهان         |               |
| ۳۳        | قطر       | عبدالکریم حسن         | الجهرا         |               |
| ۳۷        | ایران     | علیرضا بابایی         | آکادمی         | زیر ۲۱ سال    |
| ۶۶        | تاجیکستان | وحدت حنانوف           | استقلال دوشنبه | زیر ۲۳ سال    |
| ‎هافبک     |           |                       |                |               |
| ۲         | ایران     | امید عالیشاه          | راه‌آهن         | کاپیتان اول   |
| ۵         | ایران     | مسعود ریگی            | سپاهان         |               |
| ۷         | ایران     | سروش رفیعی            | سپاهان         |               |
| ۹         | ایران     | مهدی ترابی            | العربی         | کاپیتان چهارم |
| ۱۷        | ایران     | محمدمهدی احمدی        | نفت مسجدسلیمان | زیر ۲۳ سال    |
| ۱۹        | ایران     | وحید امیری            | ترابزون‌اسپور   | کاپیتان دوم   |
| ۲۱        | ایران     | سعید صادقی            | گل‌گهر          |               |
| ۲۷        | ایران     | محمد خدابنده‌لو        | مس رفسنجان     |               |
| ۳۱        | ایران     | نیما معروف بیگی       | آکادمی         | زیر ۲۳ سال    |
| ۳۴        | ایران     | سمیر حبوباتی          | آکادمی         | زیر ۱۹ سال    |
| ۳۵        | ایران     | علیرضا عنایت زاده     | آکادمی         | زیر ۲۱ سال    |
| ۴۸        | ایران     | محمدمیلاد سورگی       | آکادمی         | زیر ۲۳ سال    |
| ۷۰        | ازبکستان  | آستان ارونوف          | نوبهار         |               |
| ۷۶        | ایران     | سهیل صحرایی           | آکادمی         | زیر ۲۱ سال    |
| ۸۰        | ایران     | یاسین سلمانی          | سپاهان         | زیر ۲۳ سال    |
| ۸۸        | ایران     | سینا اسدبیگی          | ذوب‌آهن         |               |
| ‎مهاجم     |           |                       |                |               |
| ۱۸        | ایران     | ابوالفضل بابایی       | فجر سپاسی      | زیر ۲۱ سال    |
| ۲۹        | ایران     | علیرضا خدادادی        | آکادمی         | زیر ۲۳ سال    |
| ۳۲        | ایران     | امید فهمی             | آکادمی         | زیر ۲۳ سال    |
| ۷۲        | ایران     | عیسی آل‌کثیر           | سپاهان         |               |

### بازیکنان قرضی
تا تاریخ ۳۰ دی ۱۴۰۲
| ش. | پ.        | نام              | سن | در تیم    | مدت  | تاریخ         | منبع   |
| -- | --------- | ---------------- | -- | --------- | ---- | ------------- | ------ |
| ۱۵ | هافبک     | ابوالفضل سلیمانی | ۲۲ | آلومینیوم | قرضی | ۱۵ تیر ۱۴۰۲   | [ ۳۴ ] |
| ۹۹ | دروازه‌بان | احمد گوهری       | ۲۸ | آلومینیوم | قرضی | ۱۶ تیر ۱۴۰۲   | [ ۳۵ ] |
| ۱۶ | مهاجم     | مهدی عبدی        | ۲۵ | تراکتور   | قرضی | ۲۹ مرداد ۱۴۰۲ |        |
| ۱۰ | هافبک     | میلاد سرلک       | ۲۸ | ملوان     | قرضی | ۲۹ دی ۱۴۰۲    |        |
| ۷۷ | هافبک     | محمد عمری        | ۲۴ | ملوان     | قرضی | ۳۰ دی ۱۴۰۲    |        |

### بازیکنان ملی‌پوش
تا تاریخ ۱۸ بهمن ۱۴۰۲
اطلاعات بازیکنان فقط مخصوص بازی در تیم ملی هست و ربطی به پست یا شماره بازیکن در تیم پرسپولیس ندارد.
| شماره | پست       | نام               | سن | تعداد بازی | تعداد گل | تاریخ عضویت |
| ----- | --------- | ----------------- | -- | ---------- | -------- | ----------- |
| ۱     | دروازه‌بان | علیرضا بیرانوند   | ۳۱ | ۷۰         | ۰        | ۲۰۱۵        |
| ۱۱    | هافبک     | وحید امیری        | ۳۵ | ۷۱         | ۲        | ۲۰۱۵        |
| ۱۶    | هافبک     | مهدی ترابی        | ۲۹ | ۴۹         | ۷        | ۲۰۱۵        |
| ۱۸    | هافبک     | میلاد سرلک        | ۲۸ | ۱۳         | ۰        | ۲۰۲۱        |
| ۸     | مدافع     | مرتضی پورعلی‌گنجی  | ۳۱ | ۵۴         | ۳        | ۲۰۱۵        |
| ۲۸    | مدافع     | دانیال اسماعیلی‌فر | ۳۰ | ۱          | ۰        | ۲۰۲۲        |
| ۲۴    | هافبک     | سروش رفیعی        | ۳۳ | ۴          | ۰        | ۲۰۱۴        |
| ۲۵    | هافبک     | سعید صادقی        | ۲۹ | ۰          | ۰        | ۲۰۲۲        |
| ۶     | مدافع     | وحدت حنانوف       | ۲۳ | ۳۳         | ۳        | ۲۰۱۸        |
| ۱۱    | هافبک     | آستان ارونوف      | ۲۳ | ۲۶         | ۶        | ۲۰۱۹        |

### بازیکنان خارجی
تا تاریخ ۱۸ بهمن ۱۴۰۲
| شماره | پست   | نام             | سن | از تیم         | نوع انتقال | تاریخ عضویت |
| ----- | ----- | --------------- | -- | -------------- | ---------- | ----------- |
| ۶۶    | مدافع | وحدت حنانوف     | ۲۱ | استقلال دوشنبه | دائم       | ۲۰۲۱        |
| ۳۰    | مدافع | گیورگی گولسیانی | ۳۱ | سپاهان         | دائم       | ۲۰۲۲        |
| ۳۳    | مدافع | عبدالکریم حسن   | ۳۰ | الجهرا         | دائم       | ۲۰۲۴        |
| ۷۰    | هافبک | آستان ارونوف    | ۲۳ | نوبهار         | دائم       | ۲۰۲۴        |

## نقل و انتقالات

### ورودی‌ها

#### ورودی تابستانی
تا تاریخ ۲۲ شهریور ۱۴۰۲
| ورودی |    |                       |    |                      |               |               |               |                |        |
| پ.    | ش. | نام                   | سن | از تیم               | مدت قرارداد   | نوع انتقال    | مبلغ          | تاریخ          | منبع   |
| مدافع | ۱۷ | محمدمهدی احمدی        | ۲۲ | نفت مسجدسلیمان       | برگشت از قرضی | برگشت از قرضی | برگشت از قرضی | ۱ تیر ۱۴۰۲     |        |
| مهاجم | ۲۰ | شهاب زاهدی            | ۲۷ | پوشکاش آکادمیا       | ۱ فصل         |               | رایگان        | ۱۰ تیر ۱۴۰۲    | [ ۳۶ ] |
| هافبک | ۸۰ | یاسین سلمانی          | ۲۲ | باشگاه فوتبال سپاهان | ۲ فصل         | آزاد          | رایگان        | ۲۶ مرداد ۱۴۰۲  |        |
| هافبک | ۵  | مسعود ریگی            | ۳۲ | سپاهان               | ۲ فصل         | بازیکن آزاد   | رایگان        | ۱۵ تیر ۱۴۰۲    | [ ۳۷ ] |
| مدافع | ۶  | محمدحسین کنعانی‌زادگان | ۲۹ | الاهلی قطر           | ۲ فصل         |               | رایگان        | ۱۷ تیر ۱۴۰۲    | [ ۳۸ ] |
| مهاجم | ۱۴ | نبیل باهویی           | ۳۲ | القطر                | ۱ فصل         |               | رایگان        | ۲۲ شهریور ۱۴۰۲ |        |
| تمدید |    |                       |    |                      |               |               |               |                |        |
| هافبک | ۲  | امید عالیشاه          | ۳۱ | تمدید دو فصل         | تمدید دو فصل  | تمدید دو فصل  | تمدید دو فصل  | ۱۵ تیر ۱۴۰۲    | [ ۳۹ ] |
| مدافع | ۳۰ | گئورگی گولسیانی       | ۳۲ | تمدید یک فصل         | تمدید یک فصل  | تمدید یک فصل  | تمدید یک فصل  | ۱۳ تیر ۱۴۰۲    | [ ۴۰ ] |
| هافبک | ۲۱ | سعید صادقی            | ۲۹ | تمدید دو فصل         | تمدید دو فصل  | تمدید دو فصل  | تمدید دو فصل  | ۱۵ تیر ۱۴۰۲    | [ ۴۱ ] |
| هافبک | ۱۰ | میلاد سرلک            | ۲۸ | تمدید یک فصل         | تمدید یک فصل  | تمدید یک فصل  | تمدید یک فصل  | ۱۹ تیر ۱۴۰۲    | [ ۴۲ ] |
| مهاجم | ۲۹ | علیرضا خدادادی        | ۲۰ | تمدید سه فصل         | تمدید سه فصل  | تمدید سه فصل  | تمدید سه فصل  | ۹ مرداد ۱۴۰۲   | [ ۴۳ ] |
| هافبک | ۴۸ | محمد میلاد سورگی      | ۲۱ | تمدید پنج فصل        | تمدید پنج فصل | تمدید پنج فصل | تمدید پنج فصل | ۹ مرداد ۱۴۰۲   | [ ۴۴ ] |

### خروجی‌ها

#### خروجی تابستانی
تا تاریخ ۲۳ تیر ۱۴۰۲
| ش.    | پ.        | نام              | سن | به تیم        | نوع انتقال    | مبلغ          | تاریخ         | منبع   |
| ----- | --------- | ---------------- | -- | ------------- | ------------- | ------------- | ------------- | ------ |
| خروجی |           |                  |    |               |               |               |               |        |
| ۲۵    | مهاجم     | شیخ دیاباته      | ۳۵ |               | بازیکن آزاد   | پایان قرارداد | ۱۷ خرداد ۱۴۰۲ | [ ۴۵ ] |
| ۲۸    | مدافع     | علی جودکی        | ۲۲ | پارس جنوبی جم |               |               | ۶ تیر ۱۴۰۲    | [ ۴۶ ] |
| ۸۸    | هافبک     | سیامک نعمتی      | ۲۹ | تراکتور       |               |               | ۱۰ تیر ۱۴۰۲   | [ ۴۷ ] |
| ۱۱    | هافبک     | کمال کامیابی نیا | ۳۴ | ذوب آهن       |               |               | ۱۵ تیر ۱۴۰۲   | [ ۴۸ ] |
| ۱۵    | هافبک     | ابوالفضل سلیمانی | ۲۲ | آلومینیوم     | برگشت از قرضی | برگشت از قرضی | ۱۵ تیر ۱۴۰۲   | [ ۴۹ ] |
| ۹۹    | دروازه‌بان | احمد گوهری       | ۲۷ | آلومینیوم     | برگشت از قرضی | برگشت از قرضی | ۱۶ تیر ۱۴۰۲   | [ ۵۰ ] |
| ۷۲    | مهاجم     | عیسی آل کثیر     | ۳۳ | سپاهان        | بازیکن آزاد   | پایان قرارداد | ۱۹ تیر ۱۴۰۲   | [ ۵۱ ] |
| ۹۱    | مهاجم     | لئاندرو پریرا    | ۳۰ | توچیگی        | بازیکن آزاد   | پایان قرارداد | ۲۱ تیر ۱۴۰۲   | [ ۵۲ ] |

## پیش‌فصل و بازی‌های دوستانه
تا تاریخ ۱۹ مرداد ۱۴۰۲
      برد       مساوی       باخت       بازی‌ها
| ۲۰ تیر ۱۴۰۲ دوستانه  | پرسپولیس                                                       | ۷–۰   | شمس‌آذر | تهران، ایران                                |
| ۱۹:۱۰ DST (UTC+۴:۳۰) | مهدی عبدی · امید عالیشاه · گئورگی گولسیانی پنالتی' · محمد عمری | گزارش |        | ورزشگاه: شهید کاظمی تماشاگران: بدون تماشاگر |

| ۲۵ تیر ۱۴۰۲ دوستانه  | پرسپولیس                      | ۱–۰   | استقلال خوزستان | تهران، ایران        |
| ۱۹:۱۰ DST (UTC+۴:۳۰) | محمدحسین کنعانی‌زادگان پنالتی' | گزارش |                 | ورزشگاه: شهید کاظمی |

| ۲۶ تیر ۱۴۰۲ دوستانه  | پرسپولیس                    | ۲–۰   | پیکان | تهران، ایران        |
| ۱۸:۳۵ DST (UTC+۴:۳۰) | گل به خودی · علیرضا خدادادی | گزارش |       | ورزشگاه: شهید کاظمی |

| ۳۰ تیر ۱۴۰۲ دوستانه  | پرسپولیس                           | ۲–۰   | نفت آبادان | تهران، ایران        |
| ۱۹:۱۰ DST (UTC+۴:۳۰) | فرشاد فرجی · محمدحسین کنعانی‌زادگان | گزارش |            | ورزشگاه: شهید کاظمی |

| ۷ مرداد ۱۴۰۲ دوستانه | پرسپولیس                                 | ۳–۱   | مس رفسنجان  | تهران، ایران        |
| DST (UTC+۴:۳۰)       | سعید صادقی · وحید امیری · علیرضا خدادادی | گزارش | مهدی محبی · | ورزشگاه: شهید کاظمی |

| ۱۴ مرداد ۱۴۰۲ دوستانه | پرسپولیس                | ۱–۳   | فجرسپاسی | تهران، ایران        |
| DST (UTC+۴:۳۰)        | گئورگی گولسیانی پنالتی' | گزارش |          | ورزشگاه: شهید کاظمی |

| ۱۹ مرداد ۱۴۰۲ دوستانه | پرسپولیس                             | ۳–۰   | چادرملو | تهران، ایران        |
| DST (UTC+۴:۳۰)        | امید عالیشاه · محمد عمری · مهدی عبدی | گزارش |         | ورزشگاه: شهید کاظمی |

| ۱۲ فروردین ۱۴۰۳ دوستانه | پرسپولیس   | ۱–۰   | مس رفسنجان | تهران، ایران        |
| DST (UTC+۴:۳۰)          | فرشاد فرجی | گزارش |            | ورزشگاه: شهید کاظمی |

## رقابت‌ها

### بررسی مسابقات
آخرین به‌روزرسانی در: ۱۲ خرداد ۱۴۰۳
سازمان لیگ
ورزش ۳

منبع: رقابت‌ها

### لیگ برتر

#### جدول لیگ
| رتبه | تیم      | بازی | برد | مساوی | باخت | گل زده | گل خورده | گل تفاضل | امتیاز | صعود یا سقوط                                    |
| ---- | -------- | ---- | --- | ----- | ---- | ------ | -------- | -------- | ------ | ----------------------------------------------- |
| ۱    | پرسپولیس | ۳۰   | ۲۰  | ۸     | ۲    | ۴۵     | ۱۸       | ۲۷+      | ۶۸     | صعود به مرحله گروهی لیگ قهرمانان آسیا           |
| ۲    | استقلال  | ۳۰   | ۱۹  | ۱۰    | ۱    | ۴۰     | ۱۵       | ۲۵+      | ۶۷     | صعود به مرحله گروهی لیگ قهرمانان آسیا           |
| ۳    | سپاهان   | ۳۰   | ۱۷  | ۶     | ۷    | ۵۳     | ۲۶       | ۲۷+      | ۵۷     | صعود به مرحله مقدماتی لیگ قهرمانان آسیا         |
| ۴    | تراکتور  | ۳۰   | ۱۶  | ۶     | ۸    | ۴۲     | ۲۲       | ۲۰+      | ۵۴     | صعود به مرحله گروهی لیگ ۲ قهرمانان آسیا ۲۵–۲۰۲۴ |
| ۵    | ذوب‌آهن   | ۳۰   | ۱۱  | ۹     | ۱۰   | ۳۰     | ۳۰       | ۰        | ۴۲     |                                                 |

1. ↑  سپاهان به عنوان قهرمان جام حذفی مجوز حضور در پلی اف لیگ قهرمانان آسیا کسب کرد اما با شکست در پلی اف به لیگ۲ آسیا رفت[۵۳]
2. ↑  تراکتور به دلیل قهرمانی سپاهان در جام حذفی مجوز حضور در لیگ۲ قهرمانان آسیا کسب کرد.[۵۳]

#### عملکرد بازی‌های در خانه و بیرون
| مجموع | مجموع  | مجموع | مجموع | مجموع | مجموع | مجموع | مجموع | خانه | خانه | خانه | خانه | خانه | خانه | مهمان | مهمان | مهمان | مهمان | مهمان | مهمان |
| بازی  | امتیاز | پ     | ت     | ش     | گ‌ز    | گ‌خ    | ت‌گ    | پ    | ت    | ش    | گ‌ز   | گ‌خ   | ت‌گ   | پ     | ت     | ش     | گ‌ز    | گ‌خ    | ت‌گ    |
| ----- | ------ | ----- | ----- | ----- | ----- | ----- | ----- | ---- | ---- | ---- | ---- | ---- | ---- | ----- | ----- | ----- | ----- | ----- | ----- |
| ۳۰    | ۶۸     | ۲۰    | ۸     | ۲     | ۴۵    | ۱۸    | ۲۷+   | ۱۱   | ۴    | ۰    | ۲۴   | ۱۰   | ۱۴+  | ۹     | ۴     | ۲     | ۲۱    | ۸     | ۱۳+   |

- آمار این جدول فقط مربوط به لیگ برتر است.

#### روند هفته به هفته
| هفته  | 1 | 2 | 3 | 4 | 5 | 6 | 7 | 8 | 9 | 10 | 11 | 12 | 13 | 14 | 15 | 16 | 17 | 18 | 19 | 20 | 21 | 22 | 23 | 24 | 25 | 26 | 27 | 28 | 29 | 30 |
| ----- | - | - | - | - | - | - | - | - | - | -- | -- | -- | -- | -- | -- | -- | -- | -- | -- | -- | -- | -- | -- | -- | -- | -- | -- | -- | -- | -- |
| زمین  | خ | ب | خ | ب | خ | ب | خ | ب | خ | ب  | خ  | خ  | ب  | خ  | ب  | ب  | خ  | ب  | خ  | ب  | خ  | ب  | خ  | ب  | خ  | ب  | ب  | خ  | ب  | خ  |
| نتیجه | پ | پ | م | پ | م | پ | پ | م | م | ش  | پ  | پ  | م  | پ  | م  | ش  | پ  | پ  | پ  | م  | پ  | پ  | پ  | پ  | م  | پ  | پ  | پ  | پ  | پ  |
| رتبه  | 5 | 3 | 3 | 1 | 1 | 1 | 1 | 2 | 2 | 3  | 3  | 4  | 5  | 4  | 3  | 3  | 2  | 2  | 2  | 2  | 2  | 2  | 2  | 2  | 2  | 2  | 2  | 1  | 1  | 1  |

#### بازی‌ها
برد       مساوی       باخت       تعویق
| ۱۸ مرداد ۱۴۰۲ هفته اول                                                                             | پرسپولیس  | ۱–۰              | آلومینیوم                | تهران                                                          |
| ۱۹:۳۰ DST (UTC+۴:۳۰)                                                                               | نعمتی ۳۸' | گزارش خلاصه بازی | فخرالدینی '۸ نقی‌زاده '۴۵ | ورزشگاه: آزادی تماشاگران: بدون تماشاگر داور: امیر سامان سلطانی |
| یادداشت: به دلیل تعمیر سکوهای ورزشگاه آزادی بازی بدون تماشاگر برگزار شد. سروش رفیعی پاس گل را داد. |           |                  |                          |                                                                |

| ۲۵ مرداد ۱۴۰۲ هفته دوم                                                             | تراکتور | ۰–۱              | پرسپولیس  | تبریز                                                          |
| ۱۹:۰۰ DST (UTC+۴:۳۰)                                                               |         | گزارش خلاصه بازی | صادقی ۴۲' | ورزشگاه: یادگار امام تماشاگران: ۵۰٬۰۰۰ نفر داور: امیر عرب‌براقی |
| یادداشت: بازی با حدود ۱۸ دقیقه تأخیر آغاز شد. محمدحسین کنعانی‌زادگان پاس گل را داد. |         |                  |           |                                                                |

| ۲ شهریور ۱۴۰۲ هفته سوم                                                                             | پرسپولیس                                       | ۱–۱ | ذوب‌آهن                                     | تهران                                                 |
| ۱۹:۳۰ DST (UTC+۴:۳۰)                                                                               | اسماعیلی‌فر '۱۰ · پورعلی‌گنجی '۴۴ · گولسیانی ۸۴' |     | اسلامی '۵ رفیعی '۴۴ فرعباسی '۶۶ مختاری '۸۰ | ورزشگاه: آزادی تماشاگران: بدون تماشاگر داور: رضا عادل |
| یادداشت: به دلیل تعمیر سکوهای ورزشگاه آزادی بازی بدون تماشاگر برگزار شد. وحید امیری پاس گل را داد. |                                                |     |                                            |                                                       |

| ۸ شهریور ۱۴۰۲ هفته چهارم                                       | فولاد     | ۰–۲              | پرسپولیس                                             | اهواز                                                     |
| ۲۱:۳۰ DST (UTC+۴:۳۰)                                           | مریدی '۵۰ | گزارش خلاصه بازی | پورعلی‌گنجی '۵۰ ۶۶' · کنعانی‌زادگان '۸۸ · سلمانی ۴+۹۰' | ورزشگاه: فولاد آرنا تماشاگران: ۲۵٬۰۰۰ نفر داور: حسن اکرمی |
| یادداشت: مسعود ریگی پاس گل اول و شهاب زاهدی پاس گل دوم را داد. |           |                  |                                                      |                                                           |

| ۲۳ آذر ۱۴۰۲ هفته پنجم                                                                                          | پرسپولیس                    | ۱–۱ | استقلال                                                      | تهران                                                      |
| ۱۶:۱۵ DST (UTC+۴:۳۰)                                                                                           | صادقی '۵۴ · عالیشاه ۷۷' '۷۸ |     | حامدی‌فر '۵۰ · چشمی '۵۳ · یامگا ۷+۹۰' (پنالتی) · حردانی '۸+۹۰ | ورزشگاه: آزادی تماشاگران: ۶۴٬۰۰۰ نفر داور: موعود بنیادی فر |
| یادداشت: در این مسابقه برای اولین بار در تاریخ لیگ برتر و داربی‌های پایتخت از کمک داور ویدیویی(VAR) استفاده شد. |                             |     |                                                              |                                                            |

| ۲۷ مهر ۱۴۰۲ هفته ششم                                     | پیکان     | ۱–۳              | پرسپولیس                                                | قزوین                                   |
| ۱۶:۵۰ DST (UTC+۴:۳۰)                                     | پاکدل ۴۶' | گزارش خلاصه بازی | زاهدی ۱۳'، ۷۲'، ۸۰' (پنالتی) · فرجی '۲۳ · اسدبیگی '۳+۹۰ | ورزشگاه: سردار آزادگان داور: احمد محمدی |
| یادداشت: سروش رفیعی هر ۲ پاس گل را داد و یک پنالتی گرفت. |           |                  |                                                         |                                         |

| ۱۶ مهر ۱۴۰۲ هفته هفتم                     | پرسپولیس                                   | ۱–۰              | گل‌گهر      | تهران                           |
| ۱۹:۱۵ DST (UTC+۴:۳۰)                      | رفیعی '۲۹ · زاهدی ۴۱' '۲+۹۰ · بیرانوند '۶۷ | گزارش خلاصه بازی | فروزان '۴۶ | ورزشگاه: آزادی داور: پیام حیدری |
| یادداشت: دانیال اسماعیلی‌فر پاس گل را داد. |                                            |                  |            |                                 |

| ۷ آبان ۱۴۰۲ هفته هشتم | ملوان                               | ۰–۰ | پرسپولیس | بندر انزلی                                                   |
| ۱۶:۰۰ DST (UTC+۴:۳۰)  | فداکار '۲۸ اکوان '۸۸ قاضی پور '۵+۹۰ |     |          | ورزشگاه: سیروس قایقران تماشاگران: ۵٬۰۰۰ نفر داور: وحید کاظمی |

| ۱۱ آبان ۱۴۰۲ هفته نهم                                                                                 | پرسپولیس                                       | ۲–۲ | صنعت نفت                                                                       | تهران                                                |
| ۱۸:۰۰ DST (UTC+۴:۳۰)                                                                                  | عمری ۵۷' · عالیشاه '۷۳ · گولسیانی ۷۵' (پنالتی) |     | آلبوغبیش '۲۲ · سنگرگیر '۲۵ '۱+۴۵ · پناهی '۷۰ · میردورقی '۷۳ · اسماعیلی‌فر '۵+۹۰ | ورزشگاه: آزادی تماشاگران: ۱۵٬۰۰۰ نفر داور: علی صفایی |
| یادداشت: امید عالیشاه پاس گل اول را داد و دانیال اسماعیلی‌فر هم یک پنالتی با هند بازیکن صنعت نفت گرفت. |                                                |     |                                                                                |                                                      |

| ۲۱ آبان ۱۴۰۲ هفته دهم                                                         | سپاهان                      | ۱–۰ | پرسپولیس                   | اصفهان                                                        |
| ۱۶:۳۰ DST (UTC+۴:۳۰)                                                          | اسدی ۷۰' '۱+۹۰ · قربانی '۸۵ |     | زاهدی '۶۷ '۷+۹۰ · سرلک '۸۶ | ورزشگاه: نقش جهان تماشاگران: ۵۰٬۰۰۰ نفر داور: موعود بنیادی فر |
| یادداشت: ژوزه مورایس سرمربی سپاهان در دقیقه ۶+۹۰ از داور کارت زرد دریافت کرد. |                             |     |                            |                                                               |

| ۷ دی ۱۴۰۲ هفته یازدهم              | پرسپولیس                                  | ۱–۰              | نساجی       | تهران                                                |
| ۱۷:۳۰ DST (UTC+۴:۳۰)               | زاهدی ۳۱' · گولسیانی '۶۰ · بیرانوند '۵+۹۰ | گزارش خلاصه بازی | زامهران '۸۷ | ورزشگاه: آزادی تماشاگران: ۲۰٬۰۰۰ نفر داور: رضا مهدوی |
| یادداشت: مهدی ترابی پاس گل را داد. |                                           |                  |             |                                                      |

| ۱۸ آذر ۱۴۰۲ هفته دوازدهم                                                                     | پرسپولیس                                    | ۱–۰              | هوادار                          | تهران                              |
| ۱۵:۳۰ DST (UTC+۴:۳۰)                                                                         | محبی '۲۱ نعمتی '۶۸ بیرانوند '۷۹ رفیعی '۳+۹۰ | گزارش خلاصه بازی | محبی '۴۱ منصوری '۸۵ زاوشی '۶+۹۰ | ورزشگاه: آزادی داور: اشکان خورشیدی |
| یادداشت: تک گل بازی با حرکت خوب مهدی ترابی و پاس در عرض او و اشتباه بازیکن حریف به ثمر رسید. |                                             |                  |                                 |                                    |

| ۲۸ آذر ۱۴۰۲ هفته سیزدهم                                                      | استقلال خوزستان                         | ۲–۲ | پرسپولیس                                   | اهواز                                   |
| ۱۵:۰۰ DST (UTC+۴:۳۰)                                                         | آقایی‌پور ۶'، ۴۹' · ساکی '۳۷ · احمدی '۷۰ |     | کنعانی‌زادگان ۳۹' (پنالتی) '۷۹ · باهویی ۶۸' | ورزشگاه: غدیر اهواز داور: امیر عرب‌براقی |
| یادداشت: میلاد سرلک یک پنالتی گرفت و گل دوم با پاس امید عالیشاه به ثمر رسید. |                                         |     |                                            |                                         |

| ۳ دی ۱۴۰۲ هفته چهاردهم                                                             | پرسپولیس                                                   | ۲–۱              | شمس آذر                                | تهران                            |
| ۱۷:۳۰ DST (UTC+۴:۳۰)                                                               | گولسیانی ۲+۴۵'، ۸۱' (پنالتی) · نعمتی '۴۷ '۶۲ · عالیشاه '۸۷ | گزارش خلاصه بازی | رضایی '۳۹ · سرآبادانی '۴۷ · گودرزی ۴۷' | ورزشگاه: آزادی داور: کوپال ناظمی |
| یادداشت: گل اول با پاس دانیال اسماعیلی‌فر به ثمر رسید و نبیل باهویی یک پنالتی گرفت. |                                                            |                  |                                        |                                  |

| ۱۱ دی ۱۴۰۲ هفته پانزدهم | مس رفسنجان                                   | ۱–۱ | پرسپولیس                                        | رفسنجان                            |
| ۱۷:۳۰ DST (UTC+۴:۳۰)    | باقری '۴۰ · انتظاری '۴۱ · پریرا ۵۴' (پنالتی) |     | احمدی '۲۰ · صادقی '۴۱ · زاهدی ۴۲' · عالیشاه '۶۷ | ورزشگاه: شهدای مس داور: وحید کاظمی |

| ۲۶ بهمن ۱۴۰۲ هفته شانزدهم | آلومینیوم | ۱–۰ | پرسپولیس                     | اراک                                                       |
| ۱۷:۱۵ DST (UTC+۴:۳۰)      | نوری ۷۵'  |     | زاهدی '۴۶ کنعانی‌زادگان '۵+۹۰ | ورزشگاه: امام خمینی تماشاگران: ۱۰٬۰۰۰ نفر داور: بیژن حیدری |

| ۲ اسفند ۱۴۰۲ هفته هفدهم                  | پرسپولیس                                            | ۲–۰              | تراکتور                | تهران                                                   |
| ۱۷:۱۵ DST (UTC+۴:۳۰)                     | رفیعی '۲۵ · آل‌کثیر ۵۷' · ترابی ۵۹' · بیرانوند '۵+۹۰ | گزارش خلاصه بازی | خلیل‌زاده '۳۲ نعمتی '۷۸ | ورزشگاه: آزادی تماشاگران: بدون تماشاگر داور: وحید کاظمی |
| یادداشت: امید عالیشاه پاس گل دوم را داد. |                                                     |                  |                        |                                                         |

| ۹ اسفند ۱۴۰۲ هفته هجدهم                  | ذوب‌آهن                                                                          | ۰–۱              | پرسپولیس                                           | فولادشهر                                               |
| ۱۷:۱۵ DST (UTC+۴:۳۰)                     | رضایی '۴۴ · یوسفی '۴۵ · آذرباد '۵۳ · اسلامی '۷۰ · کامیابی‌نیا '۵+۹۰ · مصلح '۷+۹۰ | گزارش خلاصه بازی | گولسیانی ۹' (پنالتی) · نعمتی '۵۰ · عبدالکریم '۶+۹۰ | ورزشگاه: فولادشهر تماشاگران: ۳٬۰۰۰ نفر داور: علی صفایی |
| یادداشت: گئورگی گولسیانی یک پنالتی گرفت. |                                                                                 |                  |                                                    |                                                        |

| ۱۸ اسفند ۱۴۰۲ هفته نوزدهم                                          | پرسپولیس                                                             | ۴–۲              | فولاد                                                    | تهران                                                |
| ۱۷:۳۰ DST (UTC+۴:۳۰)                                               | اورونوف ۳۵' · کنعانی‌زادگان '۴۴ ۶۸' (پنالتی) · آل‌کثیر ۵۴' · ترابی ۷۴' | گزارش خلاصه بازی | کولیبالی ۱۱' · عبدالکریم '۴۲ · بوحمدان '۶۳ · نجاریان '۶۵ | ورزشگاه: آزادی تماشاگران: ۲۵٬۰۰۰ نفر داور: رضا مهدوی |
| یادداشت: دانیال اسماعیلی‌فر دو پاس گل و مهدی ترابی یک پاس گل دادند. |                                                                      |                  |                                                          |                                                      |

| ۲۳ اسفند ۱۴۰۲ هفته بیستم | استقلال                | ۰–۰ | پرسپولیس    | تهران                                                 |
| ۲۰:۰۰ DST (UTC+۴:۳۰) | رضاوند '۴۰ حامدی‌فر '۵۰ |     | رفیعی '۵+۴۵ | ورزشگاه: آزادی تماشاگران: ۵۵٬۰۰۰ نفر داور: وحید کاظمی |
| یادداشت: بعد از بازی رفت استقلال در برابر پرسپولیس این برای دومین بار بود که در یک مسابقه باشگاهی ایران از کمک داور ویدیویی(VAR) استفاده شد. |                        |     |             |                                                       |

| ۲۷ اسفند ۱۴۰۲ هفته بیست و یکم                                             | پرسپولیس                           | ۲–۰              | پیکان | تهران                            |
| ۱۸:۴۵ DST (UTC+۴:۳۰)                                                      | کنعانی‌زادگان '۲۱ ۳۸' (پنالتی)، ۵۳' | گزارش خلاصه بازی |       | ورزشگاه: آزادی داور: کوپال ناظمی |
| یادداشت: مسعود ریگی یک پنالتی گرفت و گل دوم با پاس مهدی ترابی به‌ثمر رسید. |                                    |                  |       |                                  |

| ۱۹ فروردین ۱۴۰۳ هفته بیست و دوم    | گل‌گهر    | ۰–۱              | پرسپولیس    | سیرجان                                      |
| ۱۹:۰۰ DST (UTC+۴:۳۰)               | فلاح '۸۵ | گزارش خلاصه بازی | اورونوف ۲۸' | ورزشگاه: شهید سلیمانی داور: موعود بنیادی فر |
| یادداشت: مهدی ترابی پاس گل را داد. |          |                  |             |                                             |

| ۲۴ فروردین ۱۴۰۳ هفته بیست و سوم      | پرسپولیس                 | ۱–۰              | ملوان | تهران                           |
| ۲۰:۰۰ DST (UTC+۴:۳۰)                 | آل‌کثیر ۴۹' · رفیعی '۴+۹۰ | گزارش خلاصه بازی |       | ورزشگاه: آزادی داور: پیام حیدری |
| یادداشت: امید عالیشاه پاس گل را داد. |                          |                  |       |                                 |

| ۳۰ فرودین ۱۴۰۳ هفته بیست و چهارم                                            | صنعت نفت | ۰–۳              | پرسپولیس                                                              | آبادان                             |
| ۱۹:۰۰ DST (UTC+۴:۳۰)                                                        |          | گزارش خلاصه بازی | اسماعیلی‌فر ۸' · گولسیانی '۴۶ · آل‌کثیر ۶۶' · کنعانی‌زادگان ۷۱' (پنالتی) | ورزشگاه: تختی داور: علی اصغر مؤمنی |
| یادداشت: گل اول با پاس امید عالیشاه و گل دوم با پاس مهدی ترابی به ثمر رسید. |          |                  |                                                                       |                                    |

| ۱۲ اردیبهشت ۱۴۰۳ هفته بیست و پنجم | پرسپولیس                 | ۰–۰ | سپاهان       | تهران                                                 |
| ۱۹:۳۰ DST (UTC+۴:۳۰)              | آل‌کثیر '۶۳ · عالیشاه '۸۲ |     | احمدزاده '۵۸ | ورزشگاه: آزادی تماشاگران: ۶۰٬۰۰۰ نفر داور: بیژن حیدری |

| ۱۷ اردیبهشت ۱۴۰۳ هفته بیست و ششم                                            | نساجی                                                                  | ۱–۲              | پرسپولیس                                             | قائم‌شهر                                                        |
| ۱۸:۱۵ DST (UTC+۴:۳۰)                                                        | سام دلیری '۱۸ · زامهران '۴۸ · هوشمند ۵۹' · حردانی '۶۸ · محمدزاده '۴+۹۰ | گزارش خلاصه بازی | اورونوف ۶'، ۶۹' · رفیعی '۱۰ '۵۰ · کنعانی‌زادگان '۲+۹۰ | ورزشگاه: شهید وطنی تماشاگران: ۱۵٬۰۰۰ نفر داور: موعود بنیادی فر |
| یادداشت: گل اول با پاس وحید امیری و گل دوم با پاس سینا اسدبیگی به ثمر رسید. |                                                                        |                  |                                                      |                                                                |

| ۲۲ اردیبهشت ۱۴۰۳ هفته بیست و هفتم                                                  | هوادار       | ۰–۲              | پرسپولیس                      | تهران                                                    |
| ۱۸:۲۰ DST (UTC+۴:۳۰)                                                               | منصوری '۱+۴۵ | گزارش خلاصه بازی | آل‌کثیر ۱۴'، ۷۴' · عالیشاه '۷۸ | ورزشگاه: دستگردی تماشاگران: بدون تماشاگر داور: حسن اکرمی |
| یادداشت: گل اول با پاس امید عالیشاه و گل دوم با پاس دانیال اسماعیلی‌فر به ثمر رسید. |              |                  |                               |                                                          |

### جام حذفی
برد       مساوی       باخت       معوقه
| ۱۴ اسفند ۱۴۰۲ یک‌شانزدهم نهایی                                        | پرسپولیس                                | ۳–۰              | نفت‌وگاز گچساران                 | تهران                               |
| ۲۰:۰۰ DST (UTC+۴:۳۰)                                                 | ترابی ۳۸' · اسماعیلی‌فر ۴۷' · آل‌کثیر ۵۵' | گزارش خلاصه بازی | جعفری‌کیا '۷۴ منصف '۷۶ تاجیک '۸۳ | ورزشگاه: آزادی داور: کیوان علی‌محمدی |
| یادداشت: پاس گل اول را عبدالکریم حسن و پاس گل دوم را مهدی ترابی داد. |                                         |                  |                                 |                                     |

| ۷ اردیبهشت ۱۴۰۳ یک‌هشتم نهایی                                                                                    | آلومینیوم | ۴–۴ (و.ا.) (۶–۵ پنالتی)                                               | پرسپولیس                                                                                        | اراک                                    |
| ۱۸:۱۵ DST (UTC+۴:۳۰)                                                                                            | حاجی عیدی '۱۷ · جهان کهن '۶۶ · بدرقه '۷۳ · لیموچی ۸۵' '۱۲۰ · بزرگ ۵+۹۰'، ۱۱۱' · قهاری '۹۸ · نوری '۱۰۳ · نقی‌زاده ۱+۱۲۰' |                                                                       | اورونوف ۱۱' · رفیعی '۱۷ · آل‌کثیر ۲۵'، ۱۰۸' · خدابنده‌لو '۲۷ · اسدبیگی '۷۷ ۹۴' · کنعانی‌زادگان '۹۴ | ورزشگاه: امام خمینی داور: امیر عرب‌براقی |
| | ضربات پنالتی |                                                                       |                                                                                                 |                                         |
| نوری · موسوی · لیموچی · حاجی عیدی · جبیره · وطن‌دوست · نقی‌زاده                                                   | | کنعانی‌زادگان · نعمتی · اسماعیلی‌فر · اسدبیگی · گولسیانی · فرجی · امیری |                                                                                                 |                                         |
| یادداشت: پاس گل دوم را آستان اورونوف، پاس گل سوم را محمدمیلاد سورگی و پاس گل چهارم را سینا اسدبیگی ارسال کردند. | |                                                                       |                                                                                                 |                                         |

### لیگ قهرمانان آسیا
برد       مساوی       باخت       معوقه

#### گروه E
| تیم            | بازی | برد | مساوی | باخت | گل‌زده | گل‌خورده | تفاضل‌گل | امتیاز |
| -------------- | ---- | --- | ----- | ---- | ----- | ------- | ------- | ------ |
| النصر          | ۶    | ۴   | ۲     | ۰    | ۱۳    | ۷       | ۶+      | ۱۴     |
| پرسپولیس       | ۶    | ۲   | ۲     | ۲    | ۵     | ۵       | ۰       | ۸      |
| الدحیل         | ۶    | ۲   | ۱     | ۳    | ۹     | ۹       | ۰       | ۷      |
| استقلال دوشنبه | ۶    | ۰   | ۳     | ۳    | ۳     | ۹       | ۶-      | ۳      |

| النصر | پرسپولیس | الدحیل | استقلال دوشنبه |
| ----- | -------- | ------ | -------------- |
| —     | ۰–۰      | ۴–۳    | ۳–۱            |
| ۰–۲   | —        | ۱–۲    | ۲–۰            |
| ۲–۳   | ۰–۱      | —      | ۲–۰            |
| ۱–۱   | ۱–۱      | ۰–۰    | —              |

#### بازی‌های دور گروهی
| ۲۸ شهریور ۱۴۰۲ هفته اول | پرسپولیس                | ۰–۲ | النصر                                     | تهران، ایران                                                                                   |
| ۲۱:۳۰ DST (UTC+۴:۳۰)    | سرلک '۱۸ '۵۲ · ریگی '۵۵ |     | بروزویچ '۲+۴۵ · اسماعیلی‌فر '۶۲ · قاسم ۷۲' | ورزشگاه: آزادی تماشاگران: بدون تماشاگر داور: ایلگیز تانتاشف مرد مسابقه: عبدالرحمن غریب (النصر) |

| ۱۰ مهر ۱۴۰۲ هفته دوم               | الدحیل                             | ۰–۱              | پرسپولیس    | دوحه، قطر                                                                                                |
| ۲۱:۳۰ DST (UTC+۴:۳۰)               | المعز علی '۷۸ یوسف ایمن حافظ '۱+۹۰ | گزارش خلاصه بازی | عالیشاه ۶۳' | ورزشگاه: عبدالله بن خلیفه تماشاگران: ۵٬۴۴۷ نفر داور: هیرویوکی کیمورا مرد مسابقه: امید عالیشاه (پرسپولیس) |
| یادداشت: مسعود ریگی پاس گل را داد. |                                    |                  |             | |

| ۲ آبان ۱۴۰۲ هفته سوم                   | پرسپولیس                                  | ۲–۰              | استقلال دوشنبه | تهران، ایران                                                                           |
| ۱۹:۳۰ DST (UTC+۴:۳۰)                   | صادقی ۴۴'، ۷۳' · رفیعی '۴۵ · گولسیانی '۶۳ | گزارش خلاصه بازی | سبای '۷        | ورزشگاه: آزادی تماشاگران: ۳۶٬۴۵۰ نفر داور: مهند قاسم مرد مسابقه: سعید صادقی (پرسپولیس) |
| یادداشت: شهاب زاهدی پاس گل دوم را داد. |                                           |                  |                |                                                                                        |

| ۱۶ آبان ۱۴۰۲ هفته چهارم                             | استقلال دوشنبه                                     | ۱–۱ | پرسپولیس                | دوشنبه، تاجیکستان                                                                            |
| ۱۷:۳۰ DST (UTC+۴:۳۰)                                | جلیلوف '۱۸ · قوربانوف '۴۳ · دولت‌میر '۶۵ · سبای ۷۴' |     | گولسیانی '۸ · ترابی ۲۹' | ورزشگاه: پامیر تماشاگران: ۱۲٬۵۰۰ نفر داور: احمد العلی مرد مسابقه: علیرضا بیرانوند (پرسپولیس) |
| یادداشت: خطای منجر به گل روی محمد عمری اتفاق افتاد. |                                                    |     |                         |                                                                                              |

| ۶ آذر ۱۴۰۲ هفته پنجم | النصر                    | ۰–۰ | پرسپولیس                          | ریاض، عربستان                                                                       |
| ۲۱:۳۰ DST (UTC+۴:۳۰) | لاجامی '۱۷ · بروزویچ '۵۹ |     | زاهدی '۴۳ عالیشاه '۴۴ رفیعی '۴+۴۵ | ورزشگاه: مرسول پارک تماشاگران: ۱۶٬۰۹۴ نفر داور: ما نینگ مرد مسابقه: اوتاویو (النصر) |

| ۱۴ آذر ۱۴۰۲ هفته ششم                                                                | پرسپولیس                                 | ۱–۲ | الدحیل                                                                     | تهران، ایران                                                                          |
| ۱۹:۳۰ DST (UTC+۴:۳۰)                                                                | زاهدی ۷' · سرلک '۲۶ · گولسیانی '۸۱ '۶+۹۰ |     | مونتاری ۹' · محمد '۴۳ · موسی '۴۸ · ایمن حافظ '۸۲ · اولونگا ۸۳' · زکریا '۸۸ | ورزشگاه: آزادی تماشاگران: ۵۳٬۱۸۵ نفر داور: جومبی آیدا مرد مسابقه: صلاح زکریا (الدحیل) |
| یادداشت: تک گل پرسپولیس با پاس سروش رفیعی به ثمر رسید. محمد عمری هم یک پنالتی گرفت. |                                          |     |                                                                            |                                                                                       |

## آمار

### آمار تیم
| ‎دروازه‌بان                                                    |    |           |                       |      |     |      |      |      |      |       |       |
| ش.                                                           | پ. | م.        | بازیکن                | لیگ  | لیگ | حذفی | حذفی | آسیا | آسیا | مجموع | مجموع |
| ش.                                                           | پ. | م.        | بازیکن                | بازی | گل  | بازی | گل   | بازی | گل   | بازی  | گل    |
| ۱                                                            | GK | ایران     | علیرضا بیرانوند       | ۲۶   | ۰   | ۱    | ۰    | ۶    | ۰    | ۳۳    | ۰     |
| ۲۲                                                           | GK | ایران     | امیررضا رفیعی         | ۴    | ۰   | ۱    | ۰    | ۰    | ۰    | ۵     | ۰     |
| ۴۴                                                           | GK | ایران     | مهرشاد اسدی           | ۰    | ۰   | ۰    | ۰    | ۰    | ۰    | ۰     | ۰     |
| ‎مدافع                                                        |    |           |                       |      |     |      |      |      |      |       |       |
| ۳                                                            | DF | ایران     | فرشاد فرجی            | ۱۶   | ۰   | ۲    | ۰    | ۰    | ۰    | ۱۸    | ۰     |
| ۴                                                            | DF | ایران     | علی نعمتی             | ۲۲   | ۱   | ۱    | ۰    | ۶    | ۰    | ۲۹    | ۱     |
| ۶                                                            | DF | ایران     | محمدحسین کنعانی‌زادگان | ۲۶   | ۶   | ۲    | ۰    | ۶    | ۰    | ۳۴    | ۶     |
| ۱۱                                                           | DF | ایران     | دانیال اسماعیلی‌فر     | ۲۸   | ۲   | ۲    | ۱    | ۶    | ۰    | ۳۶    | ۳     |
| ۱۷                                                           | DF | ایران     | محمدمهدی احمدی        | ۳    | ۰   | ۱    | ۰    | ۱    | ۰    | ۵     | ۰     |
| ۳۰                                                           | DF | گرجستان   | گئورگی گولسیانی       | ۲۵   | ۶   | ۱    | ۰    | ۵    | ۰    | ۳۱    | ۶     |
| ۳۳                                                           | DF | قطر       | عبدالکریم حسن         | ۱۳   | ۰   | ۲    | ۰    | ۰    | ۰    | ۱۵    | ۰     |
| ۳۷                                                           | DF | ایران     | علیرضا بابایی         | ۲    | ۰   | ۰    | ۰    | ۰    | ۰    | ۲     | ۰     |
| ۶۶                                                           | DF | تاجیکستان | وحدت حنانوف           | ۱۱   | ۰   | ۱    | ۰    | ۴    | ۰    | ۱۶    | ۰     |
| ‎هافبک                                                        |    |           |                       |      |     |      |      |      |      |       |       |
| ۲                                                            | MF | ایران     | امید عالیشاه          | ۲۳   | ۱   | ۱    | ۰    | ۴    | ۱    | ۲۸    | ۲     |
| ۵                                                            | MF | ایران     | مسعود ریگی            | ۳۰   | ۱   | ۲    | ۰    | ۶    | ۰    | ۳۸    | ۱     |
| ۷                                                            | MF | ایران     | سروش رفیعی            | ۲۷   | ۰   | ۱    | ۰    | ۶    | ۰    | ۳۴    | ۰     |
| ۹                                                            | MF | ایران     | مهدی ترابی            | ۲۸   | ۲   | ۲    | ۱    | ۵    | ۱    | ۳۵    | ۴     |
| ۱۹                                                           | MF | ایران     | وحید امیری            | ۱۹   | ۰   | ۲    | ۰    | ۲    | ۰    | ۲۳    | ۰     |
| ۲۱                                                           | MF | ایران     | سعید صادقی            | ۲۶   | ۱   | ۱    | ۰    | ۶    | ۲    | ۳۳    | ۳     |
| ۲۷                                                           | MF | ایران     | محمد خدابنده‌لو        | ۱۲   | ۰   | ۲    | ۰    | ۰    | ۰    | ۱۴    | ۰     |
| ۳۵                                                           | MF | ایران     | علیرضا عنایت زاده     | ۰    | ۰   | ۰    | ۰    | ۰    | ۰    | ۰     | ۰     |
| ۴۸                                                           | MF | ایران     | محمدمیلاد سورگی       | ۱۰   | ۰   | ۱    | ۰    | ۵    | ۰    | ۱۶    | ۰     |
| ۷۰                                                           | MF | ازبکستان  | آستان ارونوف          | ۱۳   | ۶   | ۲    | ۱    | ۰    | ۰    | ۱۵    | ۷     |
| ۸۸                                                           | MF | ایران     | سینا اسدبیگی          | ۱۸   | ۰   | ۲    | ۱    | ۴    | ۰    | ۲۴    | ۱     |
| ‎مهاجم                                                        |    |           |                       |      |     |      |      |      |      |       |       |
| ۱۸                                                           | FW | ایران     | ابوالفضل بابایی       | ۵    | ۰   | ۱    | ۰    | ۰    | ۰    | ۶     | ۰     |
| ۲۹                                                           | FW | ایران     | علیرضا خدادادی        | ۰    | ۰   | ۰    | ۰    | ۰    | ۰    | ۰     | ۰     |
| ۳۲                                                           | FW | ایران     | امید فهمی             | ۰    | ۰   | ۰    | ۰    | ۰    | ۰    | ۰     | ۰     |
| ۷۲                                                           | FW | ایران     | عیسی آل‌کثیر           | ۱۴   | ۷   | ۲    | ۳    | ۰    | ۰    | ۱۶    | ۱۰    |
| بازیکنانی که در این فصل حضور داشته ولی باشگاه را ترک کرده‌اند |    |           |                       |      |     |      |      |      |      |       |       |
| ۸                                                            | DF | ایران     | مرتضی پورعلی‌گنجی      | ۵    | ۱   | ۰    | ۰    | ۲    | ۰    | ۷     | ۱     |
| ۱۰                                                           | MF | ایران     | میلاد سرلک            | ۱۲   | ۰   | ۰    | ۰    | ۴    | ۰    | ۱۶    | ۰     |
| ۱۴                                                           | FW | سوئد      | نبیل باهویی           | ۸    | ۱   | ۰    | ۰    | ۳    | ۰    | ۱۱    | ۱     |
| ۱۶                                                           | FW | ایران     | مهدی عبدی             | ۰    | ۰   | ۰    | ۰    | ۰    | ۰    | ۰     | ۰     |
| ۲۰                                                           | FW | ایران     | شهاب زاهدی            | ۱۶   | ۶   | ۰    | ۰    | ۶    | ۱    | ۲۲    | ۷     |
| ۷۷                                                           | MF | ایران     | محمد عمری             | ۱۴   | ۱   | ۰    | ۰    | ۵    | ۰    | ۱۹    | ۱     |
| ۸۰                                                           | MF | ایران     | یاسین سلمانی          | ۳    | ۱   | ۰    | ۰    | ۲    | ۰    | ۵     | ۱     |
| بروزرسانی: ۱۲ خرداد ۱۴۰۳                                     |    |           |                       |      |     |      |      |      |      |       |       |

### گلزنان
| رتبه                     | ش.         | ملیت       | پست        | نام بازیکن            | لیگ | حذفی | آسیا | مجموع |
| ------------------------ | ---------- | ---------- | ---------- | --------------------- | --- | ---- | ---- | ----- |
| ۱                        | ۷۲         | ایران      | FW         | عیسی آل‌کثیر           | ۷   | ۳    |      | ۱۰    |
| ۲                        | ۲۰         | ایران      | FW         | شهاب زاهدی            | ۶   |      | ۱    | ۷     |
| ۲                        | ۷۰         | ازبکستان   | MF         | آستان ارونوف          | ۶   | ۱    |      | ۷     |
| ۳                        | ۶          | ایران      | DF         | محمدحسین کنعانی‌زادگان | ۶   |      |      | ۶     |
| ۳                        | ۳۰         | گرجستان    | DF         | گئورگی گولسیانی       | ۶   |      |      | ۶     |
| ۴                        | ۹          | ایران      | MF         | مهدی ترابی            | ۲   | ۱    | ۱    | ۴     |
| ۵                        | ۱۱         | ایران      | DF         | دانیال اسماعیلی‌فر     | ۲   | ۱    |      | ۳     |
| ۵                        | ۲۱         | ایران      | MF         | سعید صادقی            | ۱   |      | ۲    | ۳     |
| ۶                        | ۲          | ایران      | MF         | امید عالیشاه          | ۱   |      | ۱    | ۲     |
| ۷                        | ۸۸         | ایران      | MF         | سینا اسدبیگی          |     | ۱    |      | ۱     |
| ۷                        | ۱۴         | سوئد       | FW         | نبیل باهویی           | ۱   |      |      | ۱     |
| ۷                        | ۴          | ایران      | DF         | علی نعمتی             | ۱   |      |      | ۱     |
| ۷                        | ۸          | ایران      | DF         | مرتضی پورعلی‌گنجی      | ۱   |      |      | ۱     |
| ۷                        | ۸۰         | ایران      | MF         | یاسین سلمانی          | ۱   |      |      | ۱     |
| ۷                        | ۷۷         | ایران      | MF         | محمد عمری             | ۱   |      |      | ۱     |
| ۷                        | ۵          | ایران      | MF         | مسعود ریگی            | ۱   |      |      | ۱     |
| گل به خودی               | گل به خودی | گل به خودی | گل به خودی | گل به خودی            | ۲   |      |      | ۲     |
| مجموع                    | مجموع      | مجموع      | مجموع      | مجموع                 | ۴۵  | ۷    | ۵    | ۵۷    |
| بروزرسانی: ۱۲ خرداد ۱۴۰۳ |            |            |            |                       |     |      |      |       |

### پاسورها
| رتبه                     | ش.    | ملیت     | پست   | نام بازیکن            | لیگ | حذفی | آسیا | مجموع |
| ------------------------ | ----- | -------- | ----- | --------------------- | --- | ---- | ---- | ----- |
| ۱                        | ۹     | ایران    | MF    | مهدی ترابی            | ۶   | ۱    |      | ۷     |
| ۲                        | ۲     | ایران    | MF    | امید عالیشاه          | ۶   |      |      | ۶     |
| ۲                        | ۱۱    | ایران    | DF    | دانیال اسماعیلی‌فر     | ۶   |      |      | ۶     |
| ۳                        | ۷     | ایران    | MF    | سروش رفیعی            | ۳   |      | ۱    | ۴     |
| ۳                        | ۱۹    | ایران    | MF    | وحید امیری            | ۴   |      |      | ۴     |
| ۴                        | ۵     | ایران    | MF    | مسعود ریگی            | ۱   |      | ۱    | ۲     |
| ۴                        | ۲۰    | ایران    | FW    | شهاب زاهدی            | ۱   |      | ۱    | ۲     |
| ۴                        | ۸۸    | ایران    | MF    | سینا اسدبیگی          | ۱   | ۱    |      | ۲     |
| ۴                        | ۶     | ایران    | DF    | محمدحسین کنعانی‌زادگان | ۲   |      |      | ۲     |
| ۵                        | ۳۳    | قطر      | DF    | عبدالکریم حسن         |     | ۱    |      | ۱     |
| ۵                        | ۷۰    | ازبکستان | MF    | آستان ارونوف          |     | ۱    |      | ۱     |
| ۵                        | ۴۸    | ایران    | MF    | محمدمیلاد سورگی       |     | ۱    |      | ۱     |
| ۵                        | ۷۲    | ایران    | FW    | عیسی آل‌کثیر           | ۱   |      |      | ۱     |
| مجموع                    | مجموع | مجموع    | مجموع | مجموع                 | ۳۱  | ۵    | ۳    | ۳۹    |
| بروزرسانی: ۱۲ خرداد ۱۴۰۳ |       |          |       |                       |     |      |      |       |

### هتریک‌ها
| رتبه                   | بازیکن     | مقابل | نتیجه | تاریخ       | رقابت    | منبع |
| ---------------------- | ---------- | ----- | ----- | ----------- | -------- | ---- |
| ۱                      | شهاب زاهدی | پیکان | ۱–۳   | ۲۷ مهر ۱۴۰۲ | لیگ برتر |      |
| بروزرسانی: ۲۷ مهر ۱۴۰۲ |            |       |       |             |          |      |

### دروازه‌بانی
|                          |       |       |                 | لیگ | لیگ | لیگ | حذفی | حذفی | حذفی | آسیا | آسیا | آسیا | مجموع | مجموع | مجموع |
| رتبه                     | ش.    | م.    | نام             | ب.  | گ‌خ  | ک‌ش  | ب.   | گ‌خ   | ک‌ش   | ب.   | گ‌خ   | ک‌ش   | ب.    | گ‌خ    | ک‌ش    |
| ------------------------ | ----- | ----- | --------------- | --- | --- | --- | ---- | ---- | ---- | ---- | ---- | ---- | ----- | ----- | ----- |
| ۱                        | ۱     | ایران | علیرضا بیرانوند | ۲۶  | ۱۸  | ۱۳  | ۱    | ۰    | ۱    | ۶    | ۵    | ۳    | ۳۳    | ۲۳    | ۱۷    |
| ۲                        | ۲۲    | ایران | امیررضا رفیعی   | ۴   | ۰   | ۴   | ۱    | ۴    | ۰    | ۰    | ۰    | ۰    | ۵     | ۴     | ۴     |
| مجموع                    | مجموع | مجموع | مجموع           | ۳۰  | ۱۸  | ۱۷  | ۲    | ۴    | ۱    | ۶    | ۵    | ۳    | ۳۸    | ۲۷    | ۲۱    |
| بروزرسانی: ۱۲ خرداد ۱۴۰۳ |       |       |                 |     |     |     |      |      |      |      |      |      |       |       |       |

### بهترین بازیکن مسابقه
| رتبه                    | ش.    | ملیت  | پست   | نام بازیکن        | لیگ | حذفی | آسیا | مجموع |
| ----------------------- | ----- | ----- | ----- | ----------------- | --- | ---- | ---- | ----- |
|                         | ۴     | ایران | DF    | علی نعمتی         | ۱   |      |      | ۱     |
|                         | ۸     | ایران | DF    | مرتضی پورعلی گنجی | ۱   |      |      | ۱     |
|                         | ۲     | ایران | MF    | امید عالیشاه      |     |      | ۱    | ۱     |
|                         | ۲۱    | ایران | MF    | سعید صادقی        |     |      | ۱    | ۱     |
|                         | ۹     | ایران | GK    | علیرضا بیرانوند   |     |      | ۱    | ۱     |
| مجموع                   | مجموع | مجموع | مجموع | مجموع             | ۲   |      | ۳    | ۵     |
| بروزرسانی: ۱۶ آبان ۱۴۰۲ |       |       |       |                   |     |      |      |       |

### کاپیتان
| نام                      | لیگ | حذفی | آسیا | مجموع |
| ------------------------ | --- | ---- | ---- | ----- |
| امید عالیشاه             | ۱۸  |      | ۲    | ۲۰    |
| علیرضا بیرانوند          | ۷   |      | ۳    | ۱۰    |
| وحید امیری               | ۵   | ۱    | ۱    | ۷     |
| مهدی ترابی               |     | ۱    |      | ۱     |
| مجموع                    | ۳۰  | ۲    | ۶    | ۳۸    |
| بروزرسانی: ۱۲ خرداد ۱۴۰۳ |     |      |      |       |

### کارت‌ها
| ش.                       | پ.    | م.       | بازیکن                | لیگ | لیگ | لیگ   | حذفی             | حذفی | حذفی | آسیا | آسیا | آسیا | مجموع | مجموع | مجموع |   |   |   |   |
| ------------------------ | ----- | -------- | --------------------- | --- | --- | ----- | ---------------- | ---- | ---- | ---- | ---- | ---- | ----- | ----- | ----- | - | - | - | - |
| ش.                       | پ.    | م.       | بازیکن                | ۸   | DF  | ایران | مرتضی پورعلی‌گنجی | ۲    | ۰    | ۰    | ۰    | ۰    | ۰     | ۰     | ۰     | ۰ | ۲ | ۰ | ۰ |
| ۱۱                       | DF    | ایران    | دانیال اسماعیلی‌فر     | ۲   | ۰   | ۰     | ۰                | ۰    | ۰    | ۰    | ۰    | ۰    | ۲     | ۰     | ۰     |   |   |   |   |
| ۶                        | DF    | ایران    | محمدحسین کنعانی‌زادگان | ۶   | ۰   | ۰     | ۱                | ۰    | ۰    | ۰    | ۰    | ۰    | ۷     | ۰     | ۰     |   |   |   |   |
| ۱۰                       | MF    | ایران    | میلاد سرلک            | ۱   | ۰   | ۰     | ۰                | ۰    | ۰    | ۱    | ۱    | ۰    | ۲     | ۱     | ۰     |   |   |   |   |
| ۵                        | MF    | ایران    | مسعود ریگی            | ۰   | ۰   | ۰     | ۰                | ۰    | ۰    | ۱    | ۰    | ۰    | ۱     | ۰     | ۰     |   |   |   |   |
| ۱                        | GK    | ایران    | علیرضا بیرانوند       | ۵   | ۰   | ۰     | ۰                | ۰    | ۰    | ۰    | ۰    | ۰    | ۵     | ۰     | ۰     |   |   |   |   |
| ۷                        | MF    | ایران    | سروش رفیعی            | ۵   | ۱   | ۰     | ۱                | ۰    | ۰    | ۲    | ۰    | ۰    | ۸     | ۱     | ۰     |   |   |   |   |
| ۳                        | DF    | ایران    | فرشاد فرجی            | ۱   | ۰   | ۰     | ۰                | ۰    | ۰    | ۰    | ۰    | ۰    | ۱     | ۰     | ۰     |   |   |   |   |
| ۸۸                       | MF    | ایران    | سینا اسدبیگی          | ۱   | ۰   | ۰     | ۱                | ۰    | ۰    | ۰    | ۰    | ۰    | ۲     | ۰     | ۰     |   |   |   |   |
| ۳۰                       | DF    | گرجستان  | گئورگی گولسیانی       | ۲   | ۰   | ۰     | ۰                | ۰    | ۰    | ۳    | ۰    | ۰    | ۵     | ۰     | ۰     |   |   |   |   |
| ۲                        | MF    | ایران    | امید عالیشاه          | ۵   | ۰   | ۱     | ۰                | ۰    | ۰    | ۱    | ۰    | ۰    | ۶     | ۰     | ۱     |   |   |   |   |
| ۲۰                       | FW    | ایران    | شهاب زاهدی            | ۱   | ۱   | ۰     | ۰                | ۰    | ۰    | ۱    | ۰    | ۰    | ۲     | ۱     | ۰     |   |   |   |   |
| ۴                        | DF    | ایران    | علی نعمتی             | ۳   | ۱   | ۰     | ۰                | ۰    | ۰    | ۰    | ۰    | ۰    | ۳     | ۱     | ۰     |   |   |   |   |
| ۲۱                       | MF    | ایران    | سعید صادقی            | ۲   | ۰   | ۰     | ۰                | ۰    | ۰    | ۰    | ۰    | ۰    | ۲     | ۰     | ۰     |   |   |   |   |
| ۱۷                       | DF    | ایران    | محمدمهدی احمدی        | ۱   | ۰   | ۰     | ۰                | ۰    | ۰    | ۰    | ۰    | ۰    | ۱     | ۰     | ۰     |   |   |   |   |
| ۳۳                       | DF    | قطر      | عبدالکریم حسن         | ۱   | ۰   | ۰     | ۰                | ۰    | ۰    | ۰    | ۰    | ۰    | ۱     | ۰     | ۰     |   |   |   |   |
| ۲۲                       | GK    | ایران    | امیررضا رفیعی         | ۱   | ۰   | ۰     | ۰                | ۰    | ۰    | ۰    | ۰    | ۰    | ۱     | ۰     | ۰     |   |   |   |   |
| ۲۷                       | MF    | ایران    | محمد خدابنده‌لو        | ۰   | ۰   | ۰     | ۱                | ۰    | ۰    | ۰    | ۰    | ۰    | ۱     | ۰     | ۰     |   |   |   |   |
| ۷۲                       | FW    | ایران    | عیسی آل‌کثیر           | ۳   | ۰   | ۰     | ۰                | ۰    | ۰    | ۰    | ۰    | ۰    | ۳     | ۰     | ۰     |   |   |   |   |
| ۷۰                       | MF    | ازبکستان | آستان اورونوف         | ۱   | ۰   | ۰     | ۰                | ۰    | ۰    | ۰    | ۰    | ۰    | ۱     | ۰     | ۰     |   |   |   |   |
| ۹                        | MF    | ایران    | مهدی ترابی            | ۱   | ۰   | ۰     | ۰                | ۰    | ۰    | ۰    | ۰    | ۰    | ۱     | ۰     | ۰     |   |   |   |   |
| مجموع                    | مجموع | مجموع    | مجموع                 | ۴۴  | ۲   | ۱     | ۴                | ۰    | ۰    | ۹    | ۱    | ۰    | ۵۷    | ۳     | ۱     |   |   |   |   |
| بروزرسانی: ۱۲ خرداد ۱۴۰۳ |       |          |                       |     |     |       |                  |      |      |      |      |      |       |       |       |   |   |   |   |

### محرومیت‌ها
| ش.                          | پست | م     | بازیکن                | تعداد بازی‌های اعمال شده | دلیل                 | رقابت             | حریف(ها)  | منبع |
| --------------------------- | --- | ----- | --------------------- | ----------------------- | -------------------- | ----------------- | --------- | ---- |
| ۱۰                          | MF  | ایران | میلاد سرلک            | ۱                       | اخراج                | لیگ قهرمانان آسیا | الدحیل    |      |
| ۲۰                          | FW  | ایران | شهاب زاهدی            | ۱                       | اخراج                | لیگ برتر          | هوادار    |      |
| ۴                           | DF  | ایران | علی نعمتی             | ۱                       | اخراج                | لیگ برتر          | نساجی     |      |
| ۲                           | MF  | ایران | امید عالیشاه          | ۱                       | چهار اخطاره          | لیگ برتر          | آلومینیوم |      |
| ۱                           | GK  | ایران | علیرضا بیرانوند       | ۱                       | چهار اخطاره          | لیگ برتر          | ذوب‌آهن    |      |
| ۶                           | DF  | ایران | محمدحسین کنعانی‌زادگان | ۱                       | چهار اخطاره          | لیگ برتر          | استقلال   |      |
| ۷                           | MF  | ایران | سروش رفیعی            | ۱                       | چهار اخطاره          | لیگ برتر          | پیکان     |      |
| ۱۱                          | DF  | ایران | دانیال اسماعیلی‌فر     | ۱                       | با حکم کمیته انضباطی | لیگ برتر          | سپاهان    |      |
| ۲                           | MF  | ایران | امید عالیشاه          | ۱                       | اخراج                | لیگ برتر          | نساجی     |      |
| ۷                           | MF  | ایران | سروش رفیعی            | ۱                       | اخراج                | لیگ برتر          | هوادار    |      |
| بروزرسانی: ۱۷ اردیبهشت ۱۴۰۳ |     |       |                       |                         |                      |                   |           |      |

### سوابق مصدومیت
| ش.                       | پ. | م.    | بازیکن          | نوع        | بازی     | وضعیت | ت. مصدومیت    | ت. بازگشت     | منبع          |
| ------------------------ | -- | ----- | --------------- | ---------- | -------- | ----- | ------------- | ------------- | ------------- |
| ۴                        | DF | ایران | علی نعمتی       | پارگی عضله |          |       | ۱۴ تیر ۱۴۰۲   | ۱۸ مرداد ۱۴۰۲ | [ ۵۶ ]        |
| ۱                        | GK | ایران | علیرضا بیرانوند | شکستگی فک  | ازبکستان |       | ۳۰ خرداد ۱۴۰۲ | ۱۸ مرداد ۱۴۰۲ | [ ۵۷ ] [ ۵۸ ] |
| بروزرسانی: ۲۵ مرداد ۱۴۰۲ |    |       |                 |            |          |       |               |               |               |

 - بازیکن مصدوم است 
 - بازیکن بهبود یافته است

## گزارش تصویری
| ۱ | ۱۸ مرداد ۱۴۰۲ | تهران، ایران | گزارش تصویری پرسپولیس ۱–۰ آلومینیوم |

| جام حذفی | جام حذفی | جام حذفی | جام حذفی | جام حذفی | جام حذفی | جام حذفی | جام حذفی |
| -------- | -------- | -------- | -------- | -------- | -------- | -------- | -------- |

| ۱ | ۲۸ شهریور ۱۴۰۲ | تهران، ایران | گزارش تصویری پرسپولیس ۰–۲ النصر             |
| ۲ | ۲ آبان ۱۴۰۲    | تهران، ایران | گزارش تصویری پرسپولیس ۲–۰ استقلال تاجیکستان |